# 자블레 SC
자블레 SC(아랍어: نادي جبلة الرياضي)는 자블레를 연고로 하는 시리아의 축구단이다. 현재 시리아 프리미어리그에 참가하고 있다.

## 우승
- 시리아 프리미어리그 (4): 1987, 1988, 1989, 2000
- 시리아컵 (1): 1999

## 역대 감독
| 감독          | 임기      |
| ------------- | --------- |
| 암마르 샤말리 | 2020~2021 |

## 선수 명단

### 현역
참고: FIFA 자격 규정에 따라 소속된 국가대표팀 국기를 표시합니다. 선수는 복수의 FIFA 비회원국 국적을 가지고 있을 수 있습니다.
| 번호 | 포지션 | 국적 | 이름 |
| ---- | ------ | ---- | ---- |

| 번호 | 포지션 | 국적 | 이름 |
| ---- | ------ | ---- | ---- |